# Leptolalax zhangyapingi
Espèce
Leptolalax zhangyapingi est une espèce d'amphibiens de la famille des Megophryidae.

## Répartition
Cette espèce est endémique de la province de Chiang Mai en Thaïlande. Elle se rencontre à environ 870 m d'altitude.

## Description
Lors de la description originale, les 7 mâles mesuraient entre 47,6 et 52,5 mm.

## Étymologie
Cette espèce est nommée en l'honneur de Ya-ping Zhang.

## Publication originale
- Jiang, Yan, Suwannapoom, Chomdej & Che, 2013 : A New Species of the Genus Leptolalax (Anura: Megophryidae) from Northern Thailand. Asian Herpetological Research, vol. 4, no 2, p. 100–108 (texte intégral).